# Сражение на реке Минчо (1814)
Сражение на реке Минчо (фр. Bataille du Mincio) произошло 8 февраля 1814 года между французами под командованием Евгения Богарне и австрийцами под командованием фельдмаршала Генриха фон Бельгарда и закончилось безрезультатно.

## Перед сражением
В конце 1813 года австрийцы предприняли еще одну попытку вернуть под свой контроль северную Италию. Этому способствовало то, что Мюрат, король Неаполя, перешел на сторону союзников и также создал угрозу французскому господству на севере Италии. Пасынок Наполеона Евгений Богарне, вице-король Италии, командовавший французской армией на театре военных действий, решил дать сражение, чтобы разбить одного противника, прежде чем подойдут войска другого. Поскольку австрийцы представляли более непосредственную угрозу, Евгений решил выступить на реке Минчо. 
Богарне имел армию численностью 41 000 человек, но выделил 7 000 солдат для охраны своего южного фланга на реке По, оставив 34 000 для предстоящего сражения. Корпус Поля Гренье располагался вокруг Мантуи, а корпус Жана-Антуана Вердье защищали крепость Пескьера, расположенную севернее. План Евгения предусматривал двойной охват, который в конечном итоге объединил бы силы Вердье и Гренье и позволил бы им оттеснить австрийцев. 35 000 австрийских солдат фельдмаршала Генриха фон Бельгарда были развернуты таким образом, чтобы обеспечить наблюдение за контролируемые французами Пескьерой и Мантуей, сохраняя при этом достаточно войск для проведения атаки вокруг деревни Боргетто. Бельгард ожидал, что Евгений отступит, а Евгений ожидал, что Бельгард не будет атаковать. 

## Ход сражения
В 8 часов утра 8 февраля австрийцы переправились через Минчо в Боргетто и к 10 часам отрезали корпус Вердье от основных сил французской армии. Весь день Вердье, развернув фронт на юг, был вынужден обороняться от прибывающих войск противника. Таким образом французский план двойного охвата провалился с самого начала.
Южное наступление французов оказалось более успешным. Атакой от Мантуи и Гойто они отбросили аванпосты австрийцев от реки, захватив 500 пленных, и соединились в деревне Ровербелла. Французы продолжали преследование на север и думали, что встретят основные австрийские силы у Виллафранки, но были горько разочарованы. Около 10 часов утра Богарне услышал стрельбу на западном берегу реки и был удивлен, увидев большую часть австрийской армии в том месте, где он их совершенно не ожидал. Он принял решение продолжать наступление и надеяться, что его наступающие колонны напугают главную австрийскую армию, переправившуюся на западный берег Минчо, и с 13 000 человек и 30 орудиями двинулся на север, к деревне Валеджо, надеясь перерезать линию отступления своего противника. 
Вокруг деревни Поццоло австрийцы под командованием Мервила построили своих людей в три линии (третья - из драгунской бригады) и ценой гибели 700 человек отразили французскую атаку и удержали позицию. Понимая опасность быть обойденным с фланга, Мервил отступил в миле к северу от Поццоло. Французы атаковали дивизию Мервила на ее новой позиции, но в это время подкрепление, присланное Бельгардом, позволило Мервилю остановить натиск двух французских дивизий. Возобновленные атаки французов привели их к деревне Форони, но наступление темноты помешало захватить решающий мост у Боргетто.

## Результаты
Бельгард предполагал, что Богарне продолжит атаку утром, поэтому приказал отступить на восточный берег Минчо. Но Бельгард снова ошибся, поскольку Евгений хотел установить контакт со своим северным крылом, корпусом Вердье, и быстро отвел свои войска в Гойто и Мантую. Потери с обеих сторон были не особенно тяжелыми: 3500 французов и 4000 австрийцев убитыми, ранеными и пленными.